# Đảo Hamilton (Queensland)
Đảo Hamilton là hòn đảo có người ở lớn nhất quần đảo Whitsunday thuộc tiểu bang Queensland, Australia. Nó nằm cách 887 kilômét (551 mi) về phía bắc của Brisbane và 512 kilômét (318 mi) về phía nam của Cairns. Đây cũng là một trong những hòn đảo duy nhất trong Rạn san hô Great Barrier có sân bay thương mại riêng, với các chuyến bay thẳng từ Sydney, Melbourne, Brisbane và Cairns. Giống như hầu hết các đảo của Whitsunday, Hamilton được hình thành khi mực nước biển dâng khiến nhiều ngon núi sát bờ biển đông Queensland ngập tạo thành các đảo. Tại cuộc điều tra dân số Úc năm 2011, Hamilton được ghi nhận là có dân số 1.208 người. Đảo Hamilton là một điểm du lịch nổi tiếng quanh năm. Vào cuối tháng 8, hòn đảo này sẽ tổ chức Tuần lễ đua thuyền Đảo Hamilton, một sự kiện đua du thuyền tổ chức hàng năm. Sự kiện đó thu hút hơn 250 du thuyền từ khắp Úc và New Zealand quy tụ lại trong một tuần để đua quanh quần đảo Whitsunday. Đây chỉ là một trong nhiều sự kiện được tổ chức trên đảo.

## Lịch sử
Đảo Hamilton được mua vào năm 1975 bởi Keith Williams và Bryan Bryt. Năm 1978, Keith Williams bắt đầu xây dựng cảng đảo Hamilton và khu phức hợp nghỉ dưỡng không lâu sau đó. Khu nghỉ dưỡng mở cửa từ năm 1982 đến 1984. Năm 1985, một trận hỏa hoạn đã phá hủy phần lớn khu vực trung tâm của khu nghỉ dưỡng, trước khi được xây dựng lại hoàn toàn vào năm 1986. Căn hộ nghỉ dưỡng Whitsunday hiện tại được mở vào năm 1986, sau đó là khách sạn Reefview được khánh thành vào năm 1990.  Vào năm 1992, khu nghỉ dưỡng đã thụ lý và từ năm 1995 đến 2003, nó thuộc sở hữu của BT Australia và được quản lý bởi Holiday Inn trong một khoảng thời gian đó. Năm 1999, một câu lạc bộ bãi biển năm sao được khai trương.
Bob Oatley một nhà sản xuất rượu vang Úc và gia đình ông đã mua đảo Hamilton vào năm 2003. Lần đầu tiên tới đây, Bob Oatley đã thấy được tiềm năng của hòn đảo khi ông đi qua đảo trên một chiếc du thuyền, lúc đó Keith Williams đang trong giai đoạn đầu phát triển khu nghỉ dưỡng. Sau một chương trình đầu tư và phát triển, gia đình Oatley hiện cung cấp các kỳ nghỉ ở đó.
Trong năm 2009, đã có hai cơ sở hạ tầng quan trọng và phát triển du lịch được hoàn thành. Câu lạc bộ du thuyền Đảo Hamilton được hoàn thành và chính thức được khánh thành bởi cựu thống đốc bang Queensland Anna Bligh. Câu lạc bộ golf Đảo Hamilton khai trương vào tháng 8 năm 2009 trở thành một phần của giải vô địch golf, đồng thời là sân golf duy nhất trên đảo tổ chức giải vô địch ở Úc.